# Sergei Rostislawowitsch Fokitschew
Sergei Rostislawowitsch Fokitschew (russisch Сергей Ростиславович Фокичев; * 4. Februar 1963 in Tscherepowez) ist ein ehemaliger russischer Eisschnellläufer.
Er gewann bei den Olympischen Spielen 1984 in Sarajevo die Goldmedaille über 500 Meter.
Vier Jahre später belegte er den vierten Platz über 500 Meter bei den Olympischen Spielen 1988 in Calgary.